# Weissia
Weissia, auch Perlmoose genannt, ist eine Gattung von Laubmoosen aus der Familie Pottiaceae mit subkosmopolitischer Verbreitung.

## Beschreibung
Die niedrigen, vorwiegend auf Erde wachsenden Pflanzen sind etwa 0,2 bis 4 Zentimeter groß und bilden gelblichgrüne bis grüne Rasen, sind aufrecht und einfach oder verzweigt. Das Stämmchen weist fast immer einen Zentralstrang auf. Die Perichätialblätter und die oberen Stämmchenblätter sind gegenüber den Blättern im unteren Teil des Stämmchens meist größer und schopfig gehäuft. Die Blätter sind lanzettlich, feucht aufrecht abstehend bis zurückgekrümmt, trocken gekräuselt. Die Blattränder sind oben ganzrandig oder krenuliert und oft eingerollt. Die kräftige Blattrippe tritt meist als kurze Stachelspitze aus. Die Blattzellen sind am Blattgrund rechteckig, glatt und durchsichtig; im oberen Blattteil sind sie rundlich und stark papillös.
Die Sporenkapsel auf einer aufrechten Seta ist über die Blätter emporgehoben oder eingesenkt, meist eiförmig, stegokarp (Kapsel öffnet sich mit einem Deckel) oder kleistokarp. Das Peristom besteht aus 16 kurzen Zähnen, es kann aber auch ganz fehlen.

## Systematik
Die Anzahl der Arten weltweit wird mit etwa 100 bis 150 angegeben.
In Deutschland, Österreich und der Schweiz sind die folgenden Arten vertreten:
- Weissia brachycarpa (Kleinmündiges Perlmoos)
- Weissia condensa (Dichtes Perlmoos)
- Weissia controversa (Grünliches Perlmoos, Gewöhnliches Perlmoos, Zartgrünes Perlmoos)
- Weissia fallax (Täuschendes Perlmoos), wird oft zu Weissia controversa gestellt
- Weissia longifolia (Langblättriges Perlmoos)
- Weissia rostellata (Geschnäbeltes Perlmoos)
- Weissia rutilans (Rötliches Perlmoos)
- Weissia squarrosa (Sparriges Perlmoos)
- Weissia wimmeriana (Gebirgs-Perlmoos, Wimmers Perlmoos)